# Monetaire economie
Monetaire economie bestudeert hoe de geldhoeveelheid de rentevoet, wisselkoers, inflatie, productie en werkgelegenheid beïnvloedt en in welke mate het monetaire beleid het gewenste verloop van deze cruciale variabelen uit de monetaire en reële sfeer van de economie kan bewerkstelligen. Het is een deelgebied van de economie die historisch gezien vooruit loopt op de macro-economie en daar ook integraal mee verbonden blijft.

## Voetnoten
1. ↑  Robert W. Dimand, 2008. "Macroeconomics, origins and history of" (Ontstaan en geschiedenis van de macro-economie) (abstract) and "monetary economics, history of" (abstract), The New Palgrave Dictionary of Economics. 2nd Edition.
  • David Hume, 1752.  "Of Money," "Of Interest," and "Of the Balance of Trade" in Essays, Moral, Political, and Literary. Gearchiveerd op 25 juni 2025.